# 镰萼凤仙花
镰萼凤仙花（学名：Impatiens drepanophora）是凤仙花科凤仙花属的植物。分布在印度、不丹、尼泊尔、缅甸、锡金以及中国大陆的云南、西藏等地，生长于海拔2,000米至2,200米的地区，多生于山坡常绿林下或溪流边，目前尚未由人工引种栽培。